# Hansje (strip)
Hansje is een Belgische stripreeks die begonnen is in 1961 met Yves Duval als schrijver en Arthur Berckmans als tekenaar en oorspronkelijk in het weekblad Kuifje is gepubliceerd. De reeks heet in de oorspronkelijke, Franstalige versie Rataplan.
Er zijn in totaal 9 lange verhalen en één kort verhaaltje verschenen. In het twee pagina's tellende korte verhaaltje (De luchtdoop) speelt ook Pechvogel een rol, een andere creatie van Berck.

## Albums
Alle lange verhalen zijn in boekvorm gepubliceerd bij Uitgeverij Lombard, maar in een iets andere volgorde dan in Kuifje: Hansje en de prins van Jitomir zou eigenlijk album 2 moeten zijn. In het laatste album is ook een verhaal van Pechvogel opgenomen. Het korte verhaal verscheen in Kuifje nummer 44 in 1963. In 2016 werd een integraal met alle verhalen van Hansje in zwartwit door uitgeverij Bonte uitgegeven.
| Album | Titel                                | Uitgever(s)                    |
| ----- | ------------------------------------ | ------------------------------ |
| 1     | Hansje en de gouden ibis             | Le Lombard                     |
| 2     | Hansje toreador                      | Le Lombard, Van der Hout & Co. |
| 3     | Hansje en mylady 66                  | Le Lombard, Van der Hout & Co. |
| 4     | Hansje en het geheim van de tovenaar | Uitgeverij Helmond, Le Lombard |
| 5     | Hansje en de prins van Jitomir       | Uitgeverij Helmond, Le Lombard |
| 6     | Hansje contra number one             | Uitgeverij Helmond, Le Lombard |
| 7     | Hansje naar Amerika                  | Uitgeverij Helmond, Le Lombard |
| 8     | De terugtocht van Rosie              | Uitgeverij Helmond, Le Lombard |
| 9     | Tegen de 5de colonne                 | Uitgeverij Helmond, Le Lombard |